# Finist - Jasnyj sokol
Finist - Jasnyj sokol (russisk: Финист - Ясный сокол) er en sovjetisk spillefilm fra 1976 af Gennadij Vasiljev.

## Medvirkende
- Vjatjeslav Voskresenskij som Finist
- Svetlana Orlova som Aljonusjka
- Mikhail Kononov som Jasjka
- Mikhail Pugovkin som Vojevoda
- Ljudmila Khitjaeva som Anfisa